# Vlag van Hendrik-Ido-Ambacht

Vlag van de gemeente Hendrik-Ido-Ambacht

De vlag van Hendrik-Ido-Ambacht is op 6 juli 1964 vastgesteld als de gemeentelijke vlag van de  Zuid-Hollandse gemeente Hendrik-Ido-Ambacht. De omschrijving luidt:
Dertien banen rood-wit enz. met een hoogteverhouding 5:1:1:1:1:1:20:1:1:1:1:1:5, de middelste baan beladen met drie zwarte St. Andrieskruisjes, twee boven elkaar op 1/5 van de vlaglengte en een ernaast op 1/3 van de vlaglengte; de armdikte van de kruisjes is 1/20 vlaghoogte.
De vlag bestaat uit elementen van de wapens van de voorgangers van de gemeente: Hendrik-Ido-Ambacht en Schildmanskinderen Ambacht (zilver schild met 3 zwarte andrieskruizen) en Sandelingen-Ambacht (rood schild met 3 zilveren hanen). Het zilver in beide wapens wordt in de gemeentevlag uitgebeeld met de witte kleur. De drie zwarte andrieskruizen zijn overgenomen van het wapen van Hendrik-Ido-Ambacht en Schildmanskinderen Ambacht. De drie horizontale rode banen onder- en bovenaan de vlag verwijzen enerzijds naar het rode schild van de gemeente Sandelingen-Ambacht en anderzijds naar de drie kruizen en de drie hanen.
Sinds 2003 gebruikt de gemeente naast deze vlag een tweede vlag in de huisstijl van de gemeente.

## Verwante afbeeldingen

Wapen van Hendrik-Ido-Ambacht
Wapen van Sandelingen-Ambacht

Alblasserdam
· Albrandswaard
· Alphen aan den Rijn
· Barendrecht
· Bodegraven-Reeuwijk
· Capelle aan den IJssel
· Delft
· Den Haag
· Dordrecht
· Goeree-Overflakkee
· Gorinchem
· Gouda
· Hardinxveld-Giessendam
· Hendrik-Ido-Ambacht
· Hillegom
· Hoeksche Waard
· Kaag en Braassem
· Katwijk
· Krimpen aan den IJssel
· Krimpenerwaard
· Lansingerland
· Leiden
· Leiderdorp
· Leidschendam-Voorburg
· Lisse
· Maassluis
· Midden-Delfland
· Molenlanden
· Nieuwkoop
· Nissewaard
· Noordwijk
· Oegstgeest
· Papendrecht
· Pijnacker-Nootdorp
· Ridderkerk
· Rijswijk
· Rotterdam
· Schiedam
· Sliedrecht
· Teylingen
· Vlaardingen
· Voorne aan Zee
· Voorschoten
· Waddinxveen
· Wassenaar
· Westland
· Zoetermeer
· Zoeterwoude
· Zuidplas
· Zwijndrecht

1. ↑  Gemeente Hendrik-Ido-Ambacht: Over Ambacht